# Henrique de Langenstein
Henrique de Langenstein , também conhecido como Henrique de Hesse, o Velho (Marburgo, c. 1325 - Viena, 11 de fevereiro de 1397), foi um filósofo escolástico alemão , teólogo e matemático.

## Biografia
Henry nasceu em Hainbuch (Hembuche), perto de Langenstein, em Hesse . Ele estudou na Universidade de Paris , onde terminou um Magister Artium em 1363, e se tornou professor de filosofia no mesmo ano. Concluiu o doutorado em Teologia em 1375 e depois se tornou professor de teologia.
Em 1368, por ocasião do aparecimento de um cometa , que os astrólogos de sua época afirmavam ser um presságio de certos eventos futuros, ele escreveu um tratado intitulado Quæstio de cometa , no qual refuta as crenças astrológicas então prevalecentes. Na instância da universidade, ele escreveu três outros tratados sobre o mesmo assunto, concluídos em 1373.
Em seu trabalho científico, AC Crombie escreve
... Oresme estendeu a teoria do impulso à psicologia. Um de seus seguidores, Henry, embora duvidasse de que as proporções e intenções dos elementos de uma determinada substância fossem conhecíveis em detalhes, considerou seriamente a possibilidade de geração de uma planta ou animal a partir do cadáver de outra espécie, por exemplo, uma raposa. de um cachorro morto. (Agostinho para Galileu 2, p.114)
Quando o cisma ocidental eclodiu em 1378, Henry tomou o partido de Urbano VI contra Clemente VII e escreveu vários tratados em defesa do primeiro. Em 1379, ele compôs "Epistola pacis" (ver Programa Helmstädter , 1779 e 1780), no qual, sob a forma de uma disputa entre um urbanista e uma clementina, ele advoga a supressão do cisma por meio de um conselho geral ou de um compromisso. Em sua Epistola concilii pacis , composta em 1381, e com base em um trabalho semelhante, a Epistola Concordiæ de Conrad of Gelnhausen, ele exorta ainda mais fortemente a necessidade de um conselho geral e critica severamente os muitos abusos que foram permitidos na Igreja.
Esses dois tratados de Henrique e a Epistola Concordiæ de Conrad formaram a base de um discurso proferido pelo cardeal Pietro Philargi , o futuro Alexandre V, na primeira sessão do Concílio de Pisa (26 de março de 1409; ver Bliemetzrieder em Historisches Jahrbuch ( Munique, 1904), XXV, 536-541). De Henry Epistola concilii pacis é impresso em von der Hardt 's Concilium Constantiense , II, 1, 3-60, com a excepção do primeiro e o segundo capítulo, que foram posteriormente publicado pelo mesmo autor em Discrepantia MSS. et editionum (Helmstadt, 1715), pp. 9-11.
Quando, em 1382, a corte francesa obrigou os professores da Sorbonne a reconhecer o antipapa Clemente VII, Henrique deixou a universidade e passou algum tempo na Abadia de Eberbach , um mosteiro cisterciense perto de Wiesbaden . Uma carta que ele escreveu aqui para o bispo Eckard de Worms , e que leva o título De scismate foi editada por Sommerfeldt em Historisches Jahrbuch (Munique, 1909), XXX, 46-61. Outra carta que ele escreveu aqui para o mesmo bispo, por ocasião da morte do irmão do bispo, é intitulada De contemptu mundi (editada por Sommerfeldt em Zeitschrift für kath. Theologie(Innsbruck, 1905), XXIX, 406-412). Uma segunda carta de condolências, escrita por volta de 1384, foi editada por Sommerfeldt em "Hist. Jahrbuch" (Munique, 1909), XXX, 298-307.
Após o convite de Albert III, duque da Áustria , ele veio para a Universidade de Viena em 1384 e ajudou na fundação de uma faculdade de teologia. Aqui ele passou o resto de sua vida, ensinando teologia dogmática , exegese e direito canônico , e escrevendo numerosos tratados.
Em 1384, Heinrich von Langenstein, junto com seu colega e amigo Heinrich Totting von Oytha (que descendia da cidade do norte da Alemanha agora conhecida como Friesoythe ), assumiu funções de ensino e administração na recém-criada Universidade de Viena (fundada em 1365). 1385). Ele morreu em Viena , tendo recusado uma sede episcopal que lhe foi oferecida pelo Urban VI. Em 2008, a Universidade de Viena anexou uma terceira placa memorial a Heinrich von Langenstein e Heinrich Totting na Igreja da Universidade - Catedral de Santo Estêvão, Viena (primeiro: 1397 após o enterro no Apostelchoir, segundo: após o enterro dos dois amigos no Katharinenkapelle 1510) perto do Apostelchoir, reconhecendo os dois professores como "professores fundadores" da Universidade de Viena.

## Obras
Roth (veja abaixo) atribui a ele sete obras sobre astronomia, dezoito tratados histórico-políticos sobre o cisma, dezessete polêmicas, cinquenta tratados ascéticos e doze epístolas, sermões e panfletos. Entre seus trabalhos impressos estão:
- Tractatulus de arte praedicandi valde utilis , 1494
- De conceptione , uma defesa da Imaculada Conceição (Strasburg, 1500)
- Contra disceptationes e prædicationes contrarias fratrum Mendicantium , outra defesa da Imaculada Conceição contra alguns dos Mendicantes (Milão, 1480; Basileia, 1500; Strasburg, 1516)
- Speculum animæ ou espelho da alma, umtratado ascético editado por Wimpfeling (Strasburg, 1507)
- Secreta sacerdotum que in missa teneri debent multum utilia , tratamento de certos abusos na celebração da Missa, editada por Michael Lochmayer (Heidelberg, 1489), e freqüentemente depois
- De contractibus emotionis et venditionis , um importante trabalho sobre as visões político-econômicas de sua época, publicado entre as obras de Jean Gerson (Colônia, 1483), IV, 185-224.
- Summa de republica , um trabalho sobre direito público
- Cathedra Petri , um trabalho sobre política eclesiástica.